# Afroceto africana
Espèce
Synonymes
- Argistes africanus Simon, 1910
- Afroceto arca Lyle & Haddad, 2010

Afroceto africana est une espèce d'araignées aranéomorphes de la famille des Trachelidae.

## Distribution
Cette espèce se rencontre en Afrique du Sud, au Lesotho et en Namibie,.

## Description
La femelle holotype mesure 4,5 mm.
Les mâles mesurent de 3,70 à 7,60 mm et les femelles de 4,10 à 8,10 mm.

## Systématique et taxinomie
Cette espèce a été décrite sous le protonyme Argistes africanus par Simon en 1910. Elle a été transférée dans le genre Afroceto par Haddad en 2019, qui place Afroceto arca en synonymie.

## Étymologie
Son nom d'espèce lui a été donné en référence au lieu de sa découverte, l'Afrique.

## Publication originale
- Simon, 1910 : Arachnoidea. Araneae (II). Zoologische und anthropologische Ergebnisse einer Forschungsreise im Westlichen und zentralen Südafrika. Denkschriften der Medicinisch-naturwissenschaftlichen Gesellschaft zu Jena, vol. 16, p. 175-218 (texte intégral).